# 瑪琅平原
瑪琅平原（英語：Malang Plain）是一座位於印度尼西亞爪哇島东爪哇省的火山，該火山由9座火山錐、低平火山口、火山栓共組而成，整座火山環繞瑪琅東邊。據推測此處一部分的寄生火山口屬於唐格爾火山群。